# M2Eclipse
M2eclipse (Maven to Eclipse) — плагин, обеспечивающий интеграцию Maven с интегрированной средой разработки Eclipse.
M2eclipse является свободным программным обеспечением.

## Возможности
- Управление и интеграция с классами Eclipse
- Создание и импортирование Maven проектов
- Создание проектов с Maven архетипами
- Интеграция с Web Tools Project
- Интеграция с Subclipse
- Интеграция с Mylyn
- GUI презентация дерева зависимостей